# Альфос-де-Кінтанадуеньяс
Альфос-де-Кінтанадуеньяс (ісп. Alfoz de Quintanadueñas) — муніципалітет в Іспанії, у складі автономної спільноти Кастилія-і-Леон, у провінції Бургос. Населення — 1889 осіб (2010).
Муніципалітет розташований на відстані близько 140 км на північ від Мадрида, 80 км на південь від Бургоса.
На території муніципалітету розташовані такі населені пункти: (дані про населення за 2010 рік)
- Аррояль: 171 особа
- Мармельяр-де-Арріба: 31 особа
- Парамо-дель-Арройо: 46 осіб
- Кінтанадуеньяс: 1385 осіб
- Вільярмеро: 256 осіб

## Демографія
Динаміка населення (INE ):